# Епархия Корка и Росса
Епархия Корка и Росса (лат. Dioecesis Corcagiensis et Rossensis, ирл. Deoise Chorcaí agus Rosa) — диоцез Римско-католической церкви, в составе митрополии Кашела и Эмли на юге Ирландии.
Епархия находится в светской провинции Манстер. Епархия была образована 19 апреля 1958 года путём объединения епархий Корка и Росса. С 2013 года епархией управляет преподобный Финтан Гэвин.
По состоянию на 2016 год прихожанами являются 91,4 % населения епархии. Клир состоит из 140 священников (134 епископальных, 6 монашествующих). Кафедральным собором епархии является храм Пресвятой Девы Марии и Святой Анны в Корке.

## Территория
Епархия включает в себя город Корк и южную и западную части графства Корк, в том числе города Бандон, Бантри, Карригалин, Клонакилти и Кинсейл.

## Ординарии
Епископы Корка и Клойна
- Донах Маккарти (1712—1726)
- Блаженный Фаддей Маккарти (1727—1747)

Епископы Корка
- Ричард Уолш (1748—1763)
- Джон Батлер[англ.] (1763—1786)
- Фрэнсис Мойлан[англ.] (1786—1815)
- Джон Мерфи (1815—1847)
- Уильям Делани (1847—1886)
- Томас О’Каллахан, OP (1886—1916)
- Дэниел Кохалан[англ.] (1916—1952)
- Корнелиус Люсе[англ.] (1952—1980)

Епископы Корка и Росса
- Корнелиус Люсе[англ.] (1952—1980)
- Майкл Мерфи (1980—1996)
- Джон Бакли[англ.] (1997—2019)[3]
- Финтан Гэвин[англ.] (с 2019)

Епископы были также Апостольскими администраторами епархии Росса в 1693—1747 и 1954—1958 годах.